# Jan Masaryk

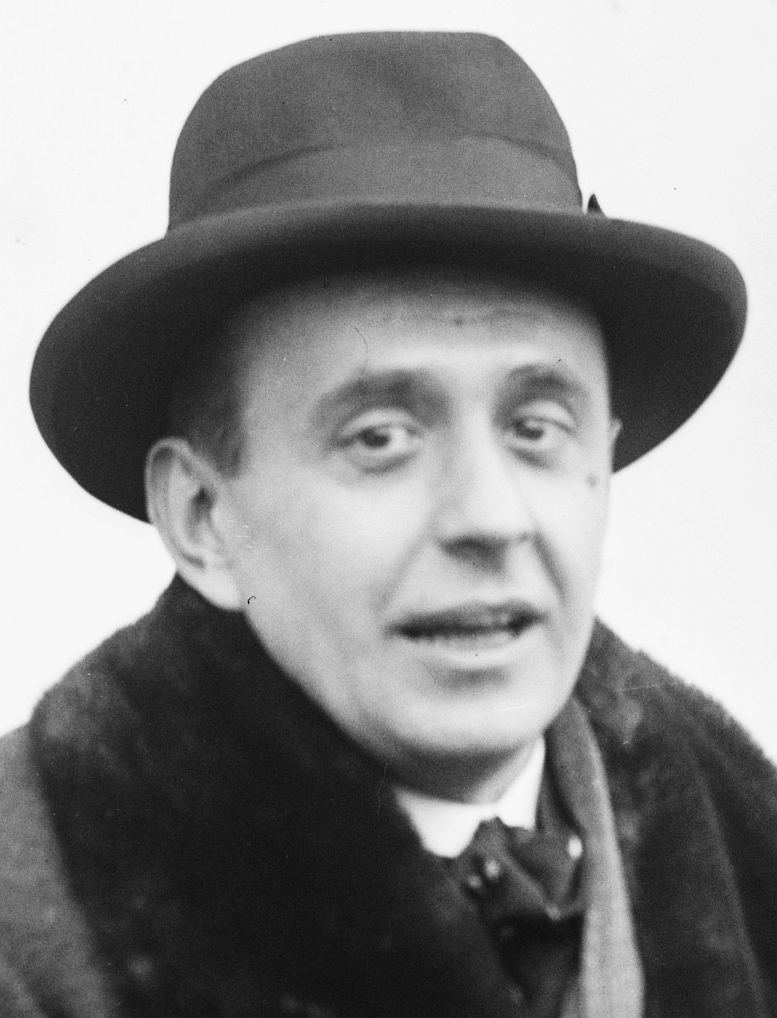
Jan Masaryk

Jan Masaryk (Praag, 14 september 1886 – Praag, 10 maart 1948) was een Tsjecho-Slowaaks staatsman en diplomaat.
Jan Masaryk was de zoon van Tomáš Masaryk, de latere president van Tsjecho-Slowakije (1918-1935) en de Amerikaanse Charlotte Garrigue. Masaryk groeide op in een klassieke en humanistische omgeving en werd opgevoed door zijn Unitarische en Amerikaanse moeder. Hij ontving onderwijs in Praag en studeerde aldaar. Ook studeerde hij in de Verenigde Staten van Amerika waar hij lang verbleef. In 1913 keerde hij naar Oostenrijk-Hongarije terug en tijdens de Eerste Wereldoorlog diende hij in het Oostenrijk-Hongaarse Leger. In 1921, kort na de oprichting van de republiek Tsjecho-Slowakije in 1918, zond zijn vader, die inmiddels de eerste president van het land was geworden, hem als charge d'affairs naar Washington. In 1925 werd hij ambassadeur aan het Hof van St. James (Londen). Hij bleef ambassadeur tot de bezetting van Tsjecho-Slowakije door de nazi's in 1939.
In 1940 werd Masaryk minister van Buitenlandse Zaken in de regering-in-ballingschap onder president Edvard Beneš en premier Jan Šrámek. Jan Masaryk sprak zijn landgenoten regelmatig toe via de BBC.
Na de Tweede Wereldoorlog bleef hij minister van Buitenlandse Zaken, nu in de regering van het Nationaal Front, waarin ook de communisten zitting hadden. De communisten wisten hun macht steeds verder uit te breiden. In 1946 werd de voorzitter van de Communistische Partij van Tsjecho-Slowakije, Klement Gottwald, premier en deze vormde een nieuw kabinet. Masaryk bleef minister van Buitenlandse Zaken in dit kabinet.
In 1947 moesten Gottwald en Masaryk naar Moskou komen waar Stalin hen verbood om Amerikaans hulp in de vorm van het Marshall Plan te accepteren. Masaryk begon zich steeds minder op zijn gemak te voelen in het door de communisten gedomineerde kabinet toen hij merkte dat zijn toekomstbeeld van Tsjecho-Slowakije als een neutrale staat met bruggenbouwersfunctie tussen Oost- en West niet meer haalbaar was.
In februari 1948 grepen de communisten onder Gottwald door middel van een staatsgreep de macht. Gottwald vormde een nieuwe regering van het Nationaal Front, nu uitsluitend bestaande uit Moskou-getrouwe politici. Masaryk keerde als minister van Buitenlandse Zaken terug, hoewel hij naar het schijnt twijfelde of hij als minister aan moest blijven.
Op 10 maart 1948 werd het dode lichaam van Jan Masaryk aangetroffen in de tuin van het ministerie van Buitenlandse Zaken in Praag. Volgens de lezing van de (communistische) autoriteiten had hij zelfmoord gepleegd door uit een raam van het ministerie te springen, volgens tegenstanders was hij vermoord en uit het raam geduwd ("gedefenestreerd"). In 1968, tijdens de Praagse Lente werd er een nieuw onderzoek ingesteld om de ware toedracht te achterhalen, maar dit onderzoek moest worden gestaakt na de inval van de Warschaupact-staten. In de jaren negentig werd er een nieuw onderzoek ingesteld. Dit onderzoek bevestigde de uitkomst van het onderzoek van 1948. In 2004 concludeerde de politie na een nieuw onderzoek dat Jan Masaryk uit het raam was geduwd en dat er dus sprake was van moord.
The Amazing Stroopwafels hebben op hun eerste lp uit 1981 een nummer over deze moord geschreven.